# Gmina Säffle
Gmina Säffle (szw. Säffle kommun) – gmina w Szwecji, w regionie Värmland, z siedzibą w Säffle.
Pod względem zaludnienia Säffle jest 137. gminą w Szwecji. Zamieszkuje ją 16 077 osób, z czego 49,87% to kobiety (8017) i 50,13% to mężczyźni (8060). W gminie zameldowanych jest 498 cudzoziemców. Na każdy kilometr kwadratowy przypada 13,19 mieszkańca. Pod względem wielkości gmina zajmuje 80. miejsce.